# Eden, Steuerberg
Eden je naselje v Občini Steuerberg v Okraju Trg na Koroškem v Avstriji.